# 雙瞳
重瞳，也称重华、雙瞳，分為雙目重瞳和一目重瞳。一說為人的一目之中具有兩個瞳仁，多見於史書或小說，例如《资治通鉴·卷二百八十四》：“以雪峰寺僧卓岩明素为众所重，乃言：此僧目重瞳子，手垂过膝，真天子也。”《菽园杂记·卷十一》：“太宗……重瞳龙髯，二肘若肉印之状。龙行虎步，声如钟，实乃苍生真主，太平天子也。”《蕉廊脞录·卷四》载无闷先生“左重耳，右重瞳”。然而現實世界經過現代醫學解釋，這種情況屬於瞳孔發生了粘連畸變。另一說指一个眼球中出现两个瞳孔的异常现象，亦可能是瞳孔中有痣被誤認為有兩個瞳孔。
在中国传统文化和相术中，重瞳被认为是帝王圣贤异相。《云笈七签·卷六十五》：“且教有内外，故理有深浅耳。求之形体，则有鳞身四乳，重瞳彩眉之异。”《水鏡集》卷二：“目有重瞳之明；皆王侯將相也。”《照瞻經》卷下：“重瞳，卿相位，目大多貪愛。”
重瞳一詞可泛指帝王的眼睛，或為虞舜或項羽的代稱。《玉壶清话·卷四》載：杨大年“曰：闻戴宫花满鬓红，上林丝管侍重瞳。”李白《远别离》诗：“或言尧幽囚，舜野死，九疑连绵皆相似，重瞳孤坟竟何是。”
一目具有兩個以上的瞳孔，即是患有所謂的多瞳症，有時為先天性，有時為後天疾病造成，像是白内障。

## 主要人物
中国历史上记载的有重瞳的人物（大致按照时间先后顺序）：
1. 仓颉，传说中黄帝的史官，也说是汉字的创造者，双目四瞳[3]。
2. 虞舜，传说中的五帝之一，姓姚名重华[4]。
3. 颜回：刘昼《刘子》卷五：「舜目重瞳，颜回重瞳。」
4. 重耳，晉文公，春秋五霸之一。
5. 项羽（前232年－前202年），秦末一度掌握中国统治权的“西楚霸王”，后人诗文中常称“楚重瞳”[5]。
6. 王莽：《论衡·卷十六》载“虞舜重瞳，王莽亦重瞳。”
7. 呂光（338年－399年），後涼君主，王猛見而異之。呂光雙目重瞳[6]。
8. 智顗，隋朝高僧[7]。
9. 鱼俱罗，隋朝名将[8]。
10. 刘崇，五代十国时北汉世祖[9]。
11. 朱友孜，后梁太祖朱温第八子[10]。
12. 卓儼明，五代十國閩國僧人，一度被閩國將軍李仁達立為傀儡君主，後又被李仁達所殺[11]。
13. 李煜（937年－978年），南唐末代君王，著名词人，字重光，据载只有一个眼睛是重瞳[12]。
14. 沈約，南朝史学家、文学家，左眼为重瞳[13]。
15. 明玉珍，元末軍事人物[14]。
16. 朱惟熠，明朝秦藩郃陽王府奉國將軍，左目重瞳[15]。
17. 顧炎武（1613年－1682年），明末清初著名的思想家、史學家、語言學家。明末清初三大儒之一[16]。

## 外部連結
- 在Google上尋找患多瞳孔症的圖片 （页面存档备份，存于）